# Luis Ayala
Pour les articles homonymes, voir Luis Ayala (baseball) et Ayala.
Luis Alberto Ayala est un joueur de tennis chilien né le 18 septembre 1932 à Santiago et mort à Houston le 4 septembre 2024.
Meilleur joueur de l'histoire du Chili, il a atteint à deux reprises la finale des Internationaux de France en 1958 et 1960 et y a remporté le titre en double mixte en 1956.

## Carrière
Luis Ayala débarque sur la scène internationale en 1952 et remporte cette année-là le tournoi de consolation de Wimbledon. En 1956, il s'adjuge les championnats d'Amérique du Sud à Santiago contre Mervyn Rose puis en 1957, c'est aux championnats panaméricains à Mexico qu'il triomphe aux dépens de Bob Howe. En 1958, il parvient en finale des Internationaux de France en écartant Nicola Pietrangeli en huitièmes, Robert Haillet en quarts et Ashley Cooper en demi-finale (9-11, 4-6, 6-4, 6-2, 7-5). L'Australien Rose le corrige finalement en 1 h 10 (6-3, 6-4, 6-4).
Il connaît ses saisons les plus prolifiques en 1959 et 1960, enregistrant une vingtaine de titres à Rome, Båstad, Gstaad, Madrid, Buenos Aires ou encore Santiago. Après avoir échoué en demi-finale face au Sud-africain Ian Vermaak, il retrouve le chemin de la finale à Roland-Garros en 1960 après avoir défait les Italiens Merlo et Sirola. C'est finalement Pietrangeli qui met fin à son parcours pour remporter son deuxième titre consécutif à Paris après une rencontre de haute lutte (3-6, 6-3, 6-4, 4-6, 6-3).
En 1961, il signe un contrat professionnel peu après le tournoi de Wimbledon. Il est peu performant sur ce circuit, étant largement dominé par les champions australiens Hoad, Sedgman et Rosewall. Il participe ensuite à quelques tournois Open jusqu'au début des années 1970.

## Parcours dans les tournois duGrand Chelem

### En simple
| Année | Open d'Australie | Open d'Australie | Internationaux de France | Internationaux de France | Wimbledon       | Wimbledon      | US Open         | US Open        |
| ----- | ---------------- | ---------------- | ------------------------ | ------------------------ | --------------- | -------------- | --------------- | -------------- |
| 1952  | —                | —                | 3e tour (1/16)           | Irvin Dorfman            | 2e tour (1/32)  | Harry Likas    | 3e tour (1/16)  | Ham Richardson |
| 1953  | —                | —                | —                        | —                        | —               | —              | 2e tour (1/32)  | Tom Brown      |
| 1954  | —                | —                | —                        | —                        | —               | —              | 1er tour (1/64) | Gil Shea       |
| 1955  | —                | —                | 1/8 de finale            | Tony Trabert             | 1/8 de finale   | Sven Davidson  | —               | —              |
| 1956  | —                | —                | 1/8 de finale            | N. Pietrangeli           | 1/8 de finale   | Ulf Schmidt    | 3e tour (1/16)  | Vic Seixas     |
| 1957  | —                | —                | 3e tour (1/16)           | F. Contreras             | 2e tour (1/32)  | Ulf Schmidt    | 1/4 de finale   | Mal Anderson   |
| 1958  | —                | —                | Finale                   | Mervyn Rose              | 3e tour (1/16)  | N. Pietrangeli | 2e tour (1/32)  | Ashley Cooper  |
| 1959  | —                | —                | 1/2 finale               | I. Vermaak               | 1/4 de finale   | Alex Olmedo    | 1/4 de finale   | Neale Fraser   |
| 1960  | —                | —                | Finale                   | N. Pietrangeli           | 1/4 de finale   | R. Krishnan    | —               | —              |
| 1961  | —                | —                | —                        | —                        | 1/4 de finale   | Rod Laver      | —               | —              |
| 1968  | —                | —                | —                        | —                        | 1er tour (1/64) | Pierre Barthes | 1er tour (1/64) | Cliff Drysdale |
| 1969  | —                | —                | 2e tour (1/32)           | Cliff Richey             | 2e tour (1/32)  | Butch Buchholz | 3e tour (1/16)  | Tony Roche     |
| 1970  | —                | —                | —                        | —                        | —               | —              | 1er tour (1/64) | Jim Osborne    |

N.B. : à droite du résultat se trouve le nom de l'ultime adversaire.